# 윈안구

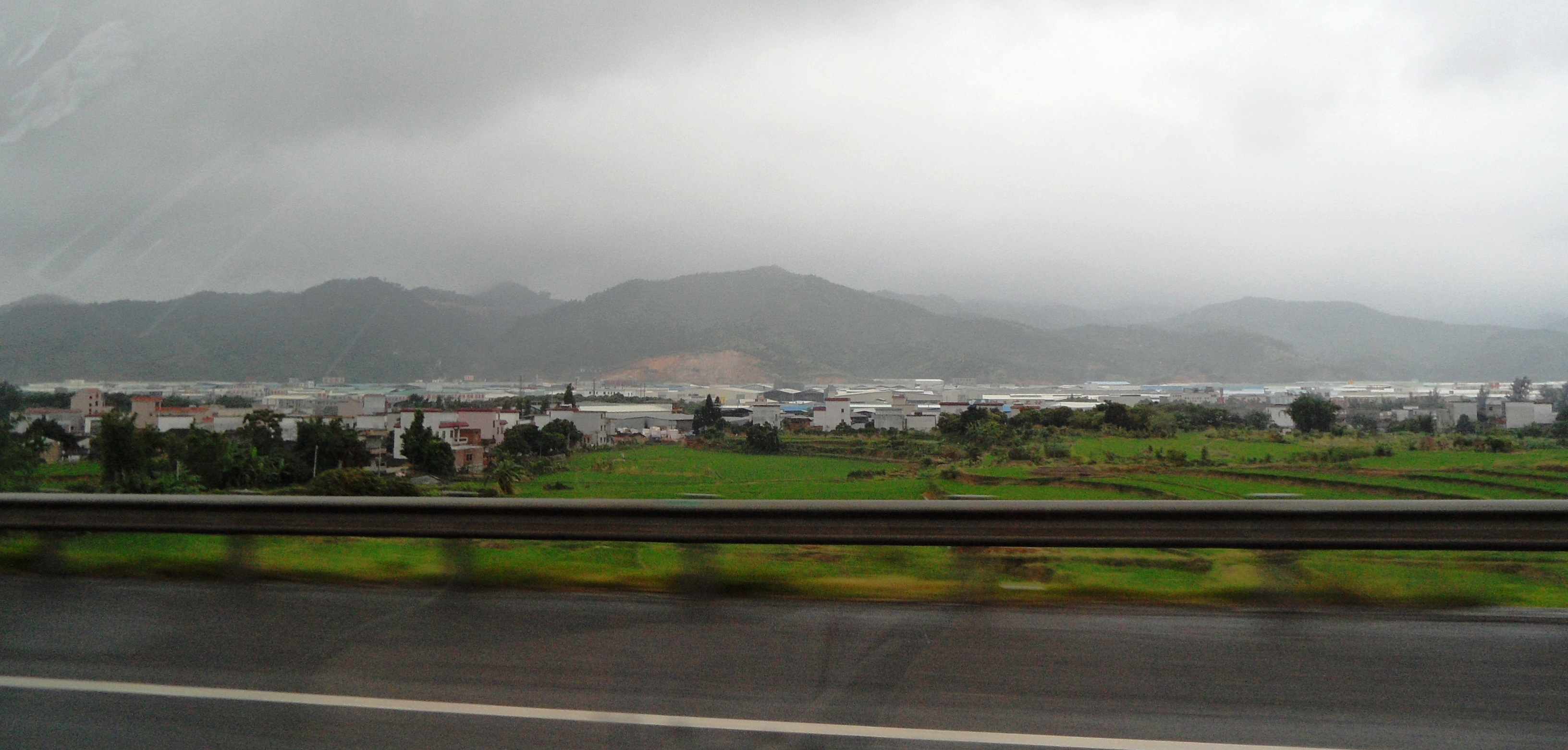

윈안구(한국어: 운안구, 중국어: 云安区, 병음: Yún'ān Qū)는 중화인민공화국 광둥성 윈푸 시의 시할구이다. 넓이는 1231km2이고, 인구는 2007년 기준으로 310,000명이다.

## 행정 구역
8개 진을 관할한다.
- 진: 六都镇, 前锋镇, 南盛镇, 富林镇, 镇安镇, 白石镇, 高村镇, 石城镇.